# Терра-П

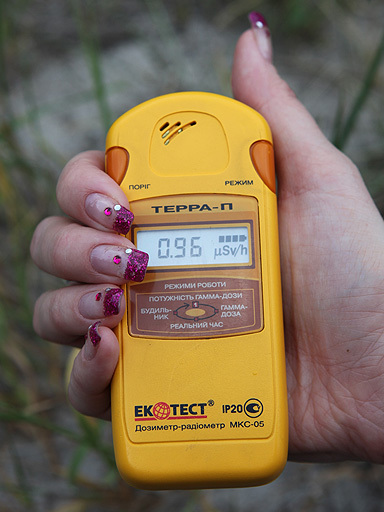
Дозиметр «Терра-П» в Чорнобильській зоні відчуження

«Терра-П» (МКС-05) — побутовий дозиметр-радіометр. Один з найпопулярніших та найточніших побутових дозиметрів.
Виробляється українським Науково-виробничим приватним підприємством «Спаринг-Віст Центр», що працює від торговою маркою «Екотест».

## Опис
Побутовий дозиметр «Терра-П» базується на професійній моделі «Терра», що має вищу точність і призначена для здійснення «офіційних» замірів. Дозиметри «Терра» і «Терра-П» вимірюють рівень гамма-фону, бета-забруднення, накопичену дозу та час її накопичення. Дозиметр базується на лічильнику Гейгера-Мюллера (дозиметри «Терра» – на СБМ-20-1).
Дозиметр дозволяє вимірювати потужність еквівалентної дози гамма-випромінення, а також оцінювати поверхневу забрудненість бета-радіонуклідами. Для оцінки поверхневої забрудненості бета-радіонуклідами необхідно здійснити два вимірювання: 1) одне без бета-фільтру; 2) інше — з ним. Різниця між двома вимірюваннями буде вказувати на потужність бета-випромінення.
Управління приладом здійснюється двома кнопками: «Режим» і «Поріг». «Поріг» встановлює граничну потужність радіації, після перевищення якої дозиметр реагує тривожним двотональним звуковим сигналом. Додатковими функціями приладу є годинник та будильник.
У 2011 році було оголошено про появу нової версії дозиметра МКС-05 — «Терра-П+».
Згідно з випробуванням 2019 року, «Терра-П» перевершує точністю поширені закордонні побутові дозиметри, такі як GQ GMC-320+ (США) і Radex 1503+ (Росія).
Водночас, дозиметри МКС-05 досить чутливі до кута випромінення, чим поступаються професійним дозиметрам (таким як Polimaster PM1621, Thermo EPD Mk2.3 та Isotrak DoseGUARD).

## Варіанти
| Характеристика | Характеристика           | Терра-П          | Терра-П+         | Терра            | Терра з Bluetooth-каналом |
| --- | ------------------------ | ---------------- | ---------------- | ---------------- | ------------------------- |
| Діапазон вимірювання ПАЕД гамма- та рентгенівського випромінень (137Cs)                                                          | мкЗв/год                 | 0,1—999,9        | 0,1—5000         | 0,1—9999         | 0,1—9999                  |
| Діапазон вимірювання ПАЕД гамма- та рентгенівського випромінень (137Cs)                                                          | ±%                       | 25+2/R           | 25+2/R           | 15+2/R           | 15+2/R                    |
| АЕД гамма- та рентгенівського випромінень (137Cs)                                                                                | мкЗв                     | 0,001—9999       | 0,001—9999       | 0,001—9999       | 0,001—9999                |
| АЕД гамма- та рентгенівського випромінень (137Cs)                                                                                | ±%                       | 25               | 25               | 15               | 15                        |
| Енергетичний діапазон вимірювань гамма- та рентгенівського випромінень                                                           | MeB                      | 0,05—3,0         | 0,05—3,0         | 0,05—3,0         | 0,05—3,0                  |
| Енергетичний діапазон вимірювань гамма- та рентгенівського випромінень                                                           | ±%                       | 25               | 25               | 25               | 25                        |
| Енергетичний діапазон вимірювань бета-випромінення                                                                               | MeB                      | 0,5–3,0          | 0,5–3,0          | 0,5–3,0          | 0,5–3,0                   |
| Час безперервної роботи від нових батарейок                                                                                      | год                      | 6000             | 2000             | 2000             | 2000                      |
| Діапазон робочих температур | °С                       | -10—+50          | -20—+50          | -20—+50          | -20—+50                   |
| Ступінь захисту оболонки | Ступінь захисту оболонки | IP20             | IP20             | IP20             | IP20                      |
| Колір корпусу | Колір корпусу            | жовтий           | жовтий           | чорний, зелений  | чорний                    |
| Дисплей | Дисплей                  | однолінійний LCD | однолінійний LCD | однолінійний LCD | багатолінійний LCD        |
| ПАЕД — потужність амбієнтного еквівалента дози; АЕД — амбієнтний еквівалент дози; R — числове значення виміряної ПАЕД в мкЗв/год |                          |                  |                  |                  |                           |

## Використання
Професійна версія дозиметра «Терра» знаходиться на озброєнні Збройних сил України, внесена до табелю оснащення підрозділів ДСНС України, використовується для потреб Служби безпеки України, МВС України і Державної прикордонної служби України. «Терра» також постачається збройним силам та МНС Казахстану. Дозиметр експортується до десятків країн світу. Моделі «Терра» і «Терра-П» рекомендовано Міністерством освіти і науки України до використання у навчально-виховному процесі.
У 2011 році Міністерство надзвичайних ситуацій України надало дозиметри «Терра» в якості гуманітарної допомоги Японії для ліквідації наслідків аварії на Першій Фукусімській АЕС.

## «Терра-П» в популярній культурі
Дозиметр «Терра-П» з'являється в художній стрічці «Заборонена зона» (США, 2012).
Дозиметр «Терра-П+» було використано в документальному фільмі про атомну енергію «Обіцянка Пандори» (США, 2013).